# Panguana
Koordinaten: 9° 36′ 49″ S, 74° 56′ 8″ W

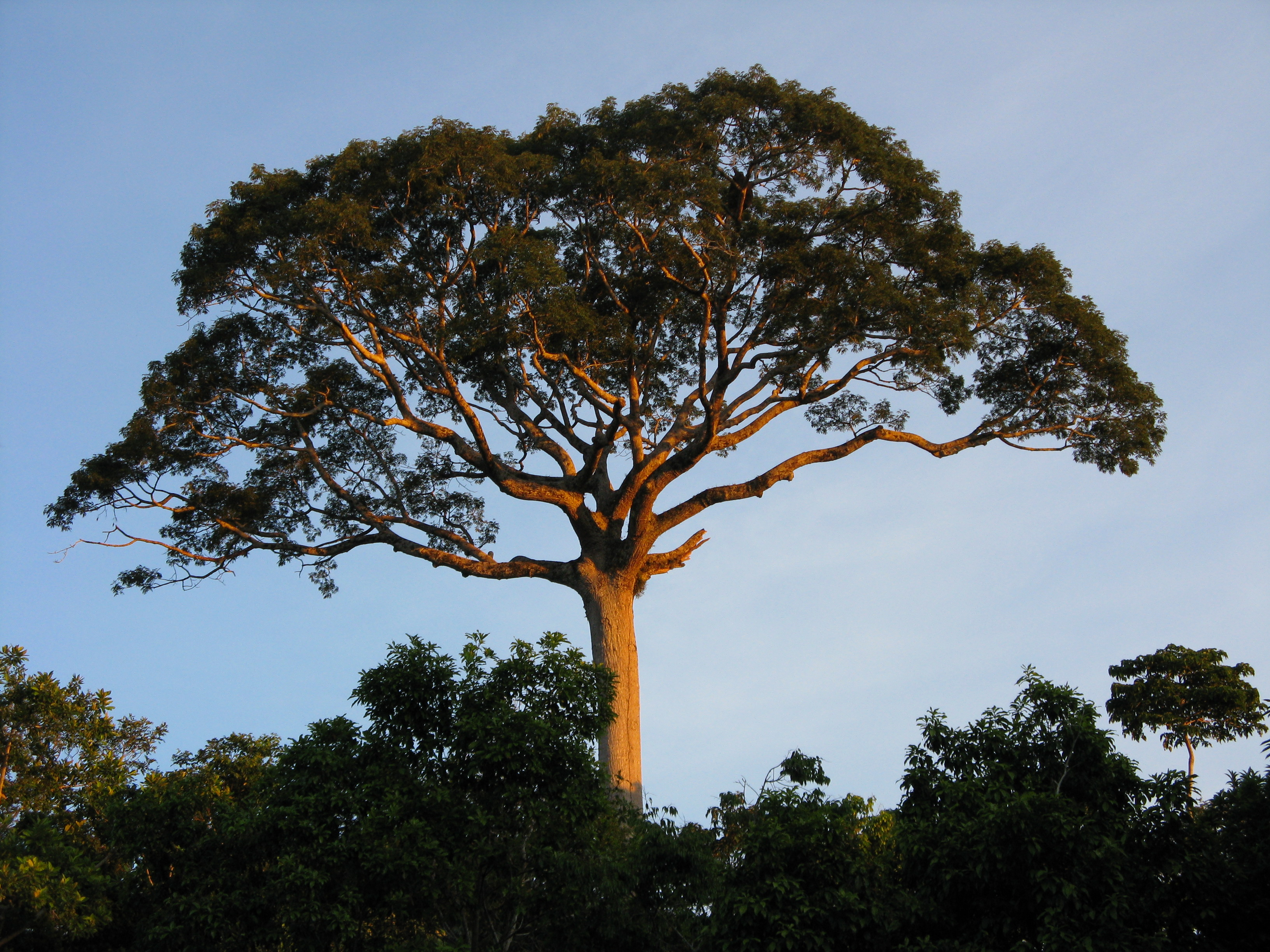
Der Lupuna-Baum (Ceiba pentandra) direkt hinter der Station, das Wahrzeichen von Panguana

Panguana ist eine 1968 gegründete, biologische Forschungsstation und ein privates Naturschutzgebiet im tropischen Primärregenwald von Peru.

## Lage und Biodiversität
Es handelt sich dabei um ein 13 km² großes, im andennahen Tiefland-Regenwald von Peru gelegenes Areal, das den einheimischen Namen des Wellentinamus, eines für die Region charakteristischen Steißhuhns trägt.
Die nur per Boot und zu Fuß erreichbare Station liegt in 260 m Höhe am Río Yuyapichis, einem Nebenfluss des Río Pachitea.
Das Forschungsgebiet am Fuß der peruanischen Cordillera Oriental ist leicht hügelig, enthält verschiedene Gewässerarten, einen überschwemmungsfreien Hochwald, Sumpf-, Au- und Sekundärwälder sowie auch einige Plantagen und Viehweiden in den westlichen Randgebieten.
Im Osten grenzt das Areal an das Gebiet des indigenen Volkes der Asháninka, das sich bis zu dem etwa 40 km entfernten, über 2500 m hohen Sira-Gebirge erstreckt. Das Gebiet der Asháninka wird nur sehr extensiv genutzt und ist weitgehend von ursprünglichem Regenwald bedeckt. In etwa 4 km Entfernung zur Station befindet sich ein Zentraldorf des Volkes mit Schule, in der sich die Asháninka-Kinder aus der Umgebung zum Unterricht einfinden. Die Wissenschaftler von Panguana unterstützen diese Schule um den Einheimischen den Wert des Regenwaldes nahezubringen.
Das Klima entspricht mit 24,5 °C Jahresdurchschnitt der andennahen Lage, jedoch sind in der Trockenzeit Mittagstemperaturen von über 40 °C und mehr durchaus häufig. Die Jahresniederschläge betragen bei rund 180 Regentagen 2000 bis 3000 mm. Die Regenzeit erstreckt sich meist von Oktober bis April, gefolgt von einer Trockenzeit. Im Waldesinneren herrscht über das ganze Jahr eine permanente Luftfeuchtigkeit von etwa 90 %.
Große Teile des Schutzgebiets Panguana sind noch von primärem Amazonas-Regenwald bedeckt und weisen folglich eine sehr hohe Biodiversität auf, die bisher jedoch nur bruchstückhaft erforscht ist. So wurden auf einer Fläche von 2 Quadratkilometern allein 500 Baum- und 16 Palmenarten festgestellt und über 670 verschiedene Wirbeltiere, darunter 360 Vogel-, 115 Säugetier-, 78 Reptilien- und 76 Amphibienarten dokumentiert. Die Stationsleiterin erforschte in den 1980er Jahren die in Panguana vorkommenden 52 Fledermausspezies. Inzwischen sind 58 Arten bekannt. Zum Vergleich: Im großen Europa gibt es nur etwa 27 Fledermausarten, und in ganz Deutschland mit einer Fläche von rund 357.000 km² leben 254 verschiedene Brutvögel. Die Insektenfauna ist unüberschaubar artenreich und erst ansatzweise bekannt. Manfred Verhaagh vom Staatlichen Museum für Naturkunde in Karlsruhe konnte etwa 500 Arten von Ameisen in Panguana finden, was eine der höchsten Artenzahlen weltweit darstellt. Von tagfliegenden Schmetterlingen wurden bisher etwa 250 Arten gefunden. Die bisher noch kaum erforschten Klein- und Nachtschmetterlinge werden auf 10.000 bis 12.000 Arten geschätzt. Die Fische sind bisher noch kaum untersucht, jedoch wird vermutet, dass auch diese eine hohe Artenvielfalt haben.

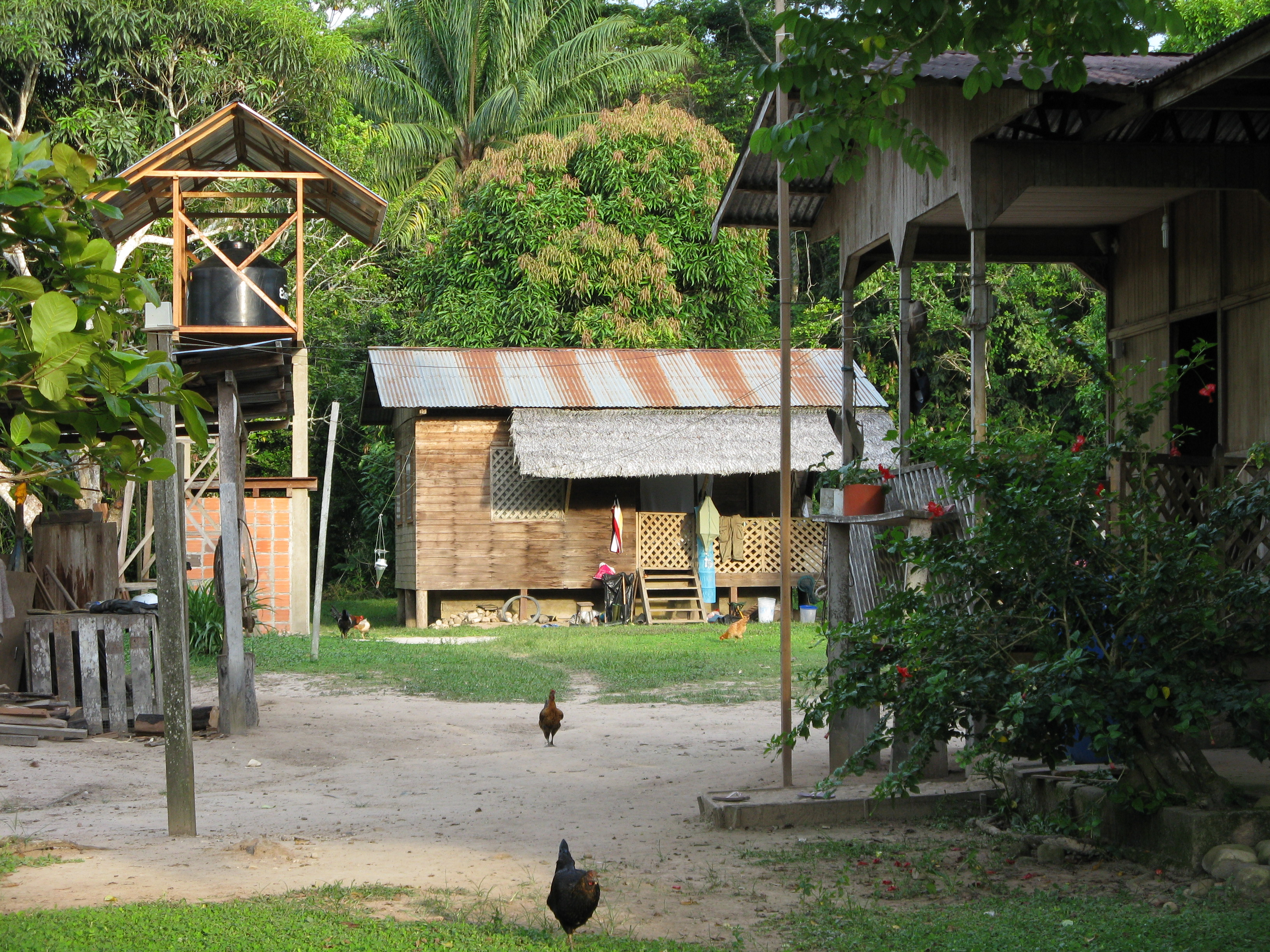
Blick auf die Station zum Stand von 2008, inzwischen kam ein weiteres Gebäude dazu

## Beschreibung der Station und wissenschaftliche Bedeutung
Ziel der Einrichtung ist die Erforschung der Biodiversität der Tier- und Pflanzenwelt und ihr ökologisches Beziehungsgefüge. Darüber hinaus soll ein einmaliges Ökosystem geschützt und erhalten werden.
Durch kontinuierliche wissenschaftliche Arbeit lassen sich die vielfältige Tier- und Pflanzenwelt erforschen, systematisch zuordnen und mit Namen belegen und die verschiedenen Lebensweisen und biologischen Beziehungen untereinander dokumentieren.
Zahlreiche Diplom- und Doktorarbeiten wurden in Panguana angefertigt und viele, auch internationale Expeditionen dorthin durchgeführt. Bis heute erschienen über 180 wissenschaftliche Publikationen über die in diesem Areal zusammengetragenen Forschungsergebnisse.
Nach Absprache mit der Leiterin der Station, Juliane Diller, können Wissenschaftler auf der Forschungsstation Panguana arbeiten.
Zur besseren Beobachtung wurde der Urwald mit einem ca. 20 km langen Pfadenetz versehen.
Die Station besitzt zwei Gästehäuser mit einem Labor für etwa zehn Personen, mehrere Boote und eine Photovoltaikanlage für die Stromerzeugung und die Betreibung einer Brunnenpumpe. Sie wird von dem Besitzer der benachbarten Farm, Carlos Vásquez "Moro" Módena, und dessen Familie verwaltet, bewacht und betreut.

## Geschichte

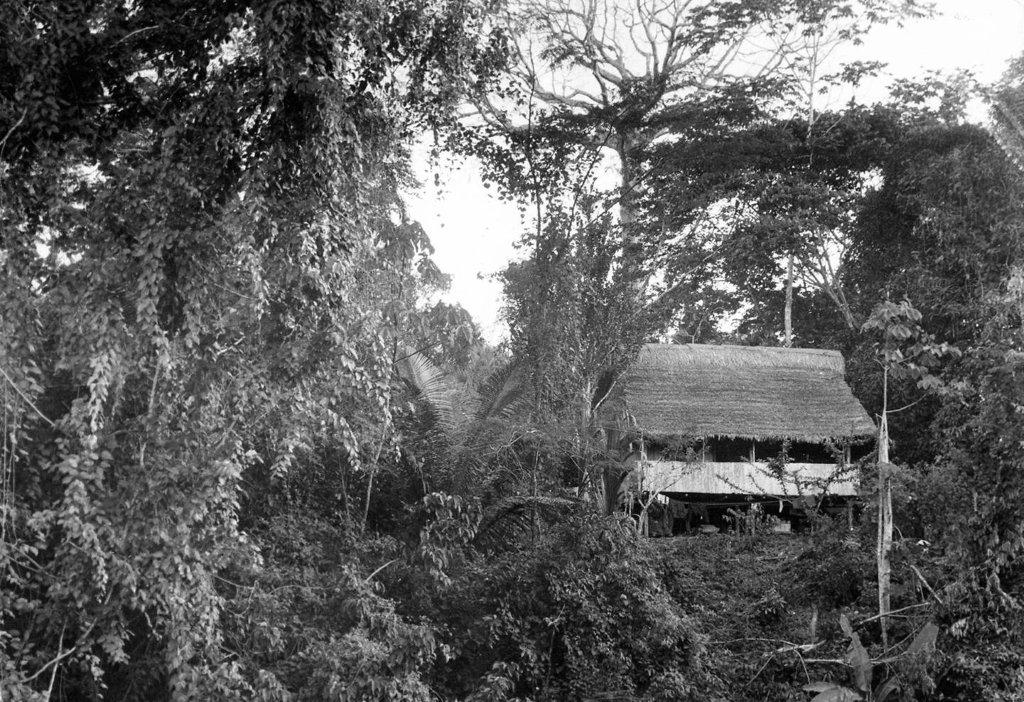
Die Station Panguana im Jahr 1971

Die Biologische Forschungsstation „Panguana“ wurde 1968 von den Biologen Maria Koepcke und Hans-Wilhelm Koepcke gegründet und war ursprünglich nur für einen Zeitraum von 5 Jahren Feldforschung ausgelegt. Als Unterkunft diente ursprünglich eine von Einheimischen verlassene, auf Pfählen stehende Holzhütte mit Palmwedeldach und zusätzlicher Küchenhütte. Später wurde es durch ein größeres Haus ersetzt und ein weiteres kam hinzu. Seit dem Jahr 2000 leitet ihre Tochter Juliane Diller die Station, in ihrer Abwesenheit ist der Verwalter Moro ihr Vertreter vor Ort. Seit 2003 besteht eine Kooperation zwischen der Zoologischen Staatssammlung München, an der Juliane Diller arbeitet, und dem Naturhistorischen Museum in Lima, Peru (Museo de Historia Natural de la Universidad Nacional Mayor de San Marcos).
Durch Förderung der Hofpfisterei München konnte das Gebiet der Station in den letzten Jahren
mehrfach durch Zukäufe von angrenzendem Land von ursprünglich 187 Hektar auf etwa 873 Hektar vergrößert werden.
Nachdem es bereits in den 1970er Jahren erfolglose Bestrebungen von Hans-Wilhelm Koepcke gab, Panguana als Naturschutzgebiet anerkennen zu lassen und das Gebiet seit 1972 zum offiziellen Wissenschaftlichen Forschungsgebiet (zona de estudio científico del Ministerio de Agricultura, Direccíon forestal, de caza y tierras) erklärt wurde, ist Panguana Ende 2011 vom 2009 neu geschaffenen Peruanischen Umweltministerium zum Privaten Naturschutzgebiet (Área de Conservación Privada) erklärt worden und ist damit nun dauerhaft vor Rodung, Jagd und Besiedelung geschützt.